# Перцев, Иван Иванович
Иван Иванович Перцев (15 сентября 1856 — ?) — русский военный деятель, генерал-майор, участник русско-турецкой, русско-японской и Первой мировой войн.

## Биография
Обучался в Тульской гимназии. Окончил Московское юнкерское училище. Впоследствии окончил Офицерскую строевую школу.
Вступил в службу 9 июня 1873 года. Прапорщиком 66-го пехотного Бутырского полка стал 25 ноября 1876 года. Повышен до подпоручика 8 апреля 1877 года. Участвовал в русско-турецкой войне. Чин поручика получил 7 мая 1881 года, штабс-капитана — 3 июня 1886 года. С 15 марта 1892 года — в звании капитана, с 26 февраля 1898 года — подполковника.
На протяжении нескольких периодов командовал батальоном (29 апреля 1898 года — 20 июня 1899 года, 27 декабря 1900 года — 16 июня 1902 года, 3 февраля — 19 августа 1905 года), был заведующим хозяйством (20 июня 1899 года — 18 января 1900 года, 16 июня 1902 года — 10 сентября 1904 года).
Участвовал в русско-японской войне.
Возведен в чин полковника 25 февраля 1905 года, с 19 августа был командиром 11-го пехотного Сибирского Семипалатинского полка.
Состоял в резерве чинов при штабе Минского военного округа. Принимал участие в Первой мировой войне. С 16 февраля 1916 года командовал 167-м пехотным Острожским полком.
27 декабря 1916 года получил звание генерал-майора.

## Награды
- Орден Святого Станислава 2-й степени (1896)
- Орден Святого Владимира 4-й степени (1904)
- Орден Святой Анны 2-й степени с мечами (1905)
- Золотое оружие (13 апреля 1907 года)
- мечи к ордену Святого Владимира (29 декабря 1916 года)
- Орден Святого Георгия 4-й степени (27 января 1917 года)